# George Hamilton-Gordon, 4. grof od Aberdeena
George Hamilton-Gordon, 4. grof od Aberdeena (Edinburgh, 28. siječnja 1784. – London, 14. prosinca 1860.), britanski diplomat i državnik 
Od 1806. godine član je Doma lordova, torijevac. Godine 1812. postao je izvanredni veleposlanik u Beču, gdje je odigrao važnu ulogu pridobivši Austriju protiv Napoleona (ugovor u Töplitzu 1813.). Nakon toga ostaje u Europi kao britanski predstavnik u štabu savezničke koalicije; gdje je jedan od glavnih britanskih potpisnika Pariškog ugovora 1814. Kao Wellingtonov ministar vanjskih poslova, podupire njegovu politiku protiv grčkog oslobodilačkog pokreta. Godine 1834-35. postaje ministar kolonija, a od 1841-46. ponovno je ministar vanjskih poslova, te od 1852-55. ministar predsjednik. Držeći se politike neintervencije, izbjegavao je oružane sukobe. Kad je Velika Britanija ipak ušla u Krimski rat, nije ga vodio dovoljno odlučno te je morao odstupiti, nakon čega se povukao iz javnog života.